# ヘレミアス・ポンセ
ヘレミアス・ニコラス・ポンセ（Jeremias Nicolas Ponce、1996年7月3日-）は、アルゼンチンのプロボクサー。ブエノスアイレス出身。元IBO世界スーパーライト級王者。

## 来歴
2017年12月15日、サンファンのエスタディオ・アルド・カントニでWBAフェデボルウェルター級王座決定戦をマーティン・アリエル・ルイスと行い、初回TKO勝ちを収め王座を獲得した。
2018年2月4日、ナポリでフランシスコ・ロマストとIBFインターコンチネンタルスーパーライト級王座決定戦を行い、9回1分29秒TKO勝ちを収め王座を獲得した。
2018年4月14日、サンファンのクラブ・フリオ・モコロアでマーティン・セベーロと対戦し、2回TKO勝ちを収めフェデボル王座の初防衛に成功した。
2019年9月14日、ベルリンのヴェルティ・ミュージック・ホールでリコ・ミュラーとIBO世界スーパーライト級王座決定戦を行い、12回2-0（118-110、114-114、117-111）の判定勝ちを収め王座を獲得した。
2023年2月25日、ミネアポリスのミネアポリス・アーモリーでジョシュ・テイラーが返上したIBF世界スーパーライト級王座決定戦をIBF世界スーパーライト級1位のスブリエル・マティアスと行う事を発表した。

## 獲得タイトル
- WBAフェデボルウェルター級王座
- IBFインターコンチネンタルスーパーライト級王座
- アルゼンチンスーパーライト級王座
- 南米スーパーライト級王座
- IBO世界スーパーライト級王座